# Soulmates Never Die (Live in Paris 2003)
Soulmates Never Die (Live in Paris 2003) este primul DVD în concert lansat oficial de formația Placebo, înregistrat pe data de 18 octombrie 2003, în noaptea concertului din Bercy. A fost lansat pe piață în data de 15 martie 2004, în Marea Britanie și pe 29 iunie 2004 în Statele Unite ale Americii și Canada.
În afară de concertul propriu-zis, pe DVD se mai află:
- „Sleeping with Ghosts documentary”: un documentar cu imagini cu trupa în turneul de promovare al albumului Sleeping With Ghosts.
- „Chicks With Dicks”: veche interpretare a piesei „Where Is My Mind?”, cover după The Pixies, ce se află în secțiunea „audio” a DVD-ului.
- „Brian's B12's Tour”: o scenă amuzantă în care camerele sunt plasate către Molko.

## Lista pistelor
1. „Bulletproof Cupid”
2. „Allergic (To Thoughts of Mother Earth)”
3. „Every You Every Me”
4. „Bionic”
5. „Protège-Moi”
6. „Plasticine”
7. „Bitter End”
8. „Soulmates” (variantă a piesei „Sleeping with Ghosts”)
9. „Black-Eyed”
10. „I'll Be Yours”
11. „Special Needs”
12. „English Summer Rain”
13. „Without You I'm Nothing”
14. „This Picture”
15. „Special K”
16. „Taste in Men”
17. „Slave to the Wage”
18. „Peeping Tom”
19. „Pure Morning”
20. „Centrefolds”
21. „Where Is My Mind?” (preluare cu Frank Black de la The Pixies invitat)